# Манне, Усман
Усман Манне (англ. Ousman Manneh; 10 марта 1997 года, Гамбия) — гамбийский футболист, играющий на позиции нападающего. Выступал за немецкий клуб «Вердер».

## Клубная карьера
C семи лет тренировался в своей стране в школе «Гамбия Раш Соккер», где его наставником был один из тренеров сборной. В 17 лет он получил убежище в Германии, там же был принят в футбольную академию «Вердера». Зарекомендовал себя и стал выступать за вторую команду. 13 марта 2015 года дебютировал за неё в поединке против «Хавельсе». Всего провёл три встречи, получив травму и выбыв до конца сезона. В сезоне 2015/2016 вместе с командой вышел в Третью лигу, где был основным игроком. Всего провёл 28 встреч, трижды отличившись. 25 июля 2015 года провёл первый профессиональный гол в ворота «Ганзы».
21 сентября 2016 года дебютировал в Бундеслиге в поединке против «Майнц 05», выйдя на поле в стартовом составе и будучи заменённым на 55-й минуте Леннартом Ти.